# Запорізька сільська рада (Софіївський район)
| Запорізька сільська рада — колишній орган місцевого самоврядування у Софіївському районі Дніпропетровської області з адміністративним центром у с. Запорізьке. Сільській раді були підпорядковані населені пункти: - с. Запорізьке - с. Братське |

## Склад ради
Рада складалася з 14 депутатів та голови.

## Керівний склад сільської ради
| ПІБ                       | Основні відомості                                                         | Дата обрання | Дата звільнення |
| ------------------------- | ------------------------------------------------------------------------- | ------------ | --------------- |
| Демченко Лідія Миколаївна | Сільський голова, 1955 року народження, освіта, позапартійна              | 26.03.2006   | 31.10.2010      |
| Демченко Лідія Миколаївна | Сільський голова, 1955 року народження, освіта вища, член Партії регіонів | 31.10.2010   |                 |

Примітка: таблиця складена за даними джерела